# Žlan
Žlan je naselje u slovenskoj Općini Bohinju. Žlan se nalazi u pokrajini Gorenjskoj i statističkoj regiji Gorenjskoj. 

## Stanovništvo
Prema popisu stanovništva iz 2002. godine naselje je imalo stanovnika.